# چاکراوارتی راجاگوپالاچاری
چاکراوارتی راجاگوپالاچاری، (انگلیسی: C. Rajagopalachari؛ ۹ دسامبر ۱۸۷۸ – ۲۵ دسامبر ۱۹۷۲)، معروف به راجاجی یا CR، همچنین مشهور به عنوان (راجاجی، محقق، سیاستمدار، نویسنده، وکیل، و فعال استقلال هندی بود. راجاگوپالاچاری واپسین فرماندار کل هند بود، زیرا هند در سال ۱۹۵۰ به جمهوری تبدیل شد. او همچنین اولین فرماندار هندی الاصل بود، و تمام دارندگان سمت‌های پیشین از اتباع بریتانیا بودند.
او همچنین به عنوان رهبر کنگره ملی هند، نخست‌وزیر ریاست جمهوری مدرس، فرماندار بنگال غربی، وزیر امور داخلی اتحادیه هند و وزیر ارشد ایالت مدرس خدمت کرد.